# Leitner Hermann
Leitner Hermann (1901. december 2. – 1976. április 30.) válogatott labdarúgó, csatár, jobbszélső.

## Pályafutása

### Klubcsapatban
Az Újpest labdarúgója volt. Gyors, megbízható szélsőcsatár volt, aki pontos beadásaival sokszor teremtett gólveszélyes helyzetet.

### A válogatottban
1925-ben egy alkalommal szerepelt a magyar labdarúgó-válogatottban.

## Statisztika

### Mérkőzése a válogatottban
| Magyarország | Magyarország         | Magyarország              | Magyarország | Magyarország | Magyarország | Magyarország | Magyarország | Magyarország |
| #            | Dátum                | Helyszín                  | Hazai        | Eredmény     | Vendég       | Kiírás       | Gólok        | Esemény      |
| ------------ | -------------------- | ------------------------- | ------------ | ------------ | ------------ | ------------ | ------------ | ------------ |
| 1.           | 1925. szeptember 20. | Budapest, Üllői úti pálya | Magyarország | 1 – 1        | Ausztria     | barátságos   | -            |              |
|              | Összesen             |                           |              | 1            | mérkőzés     |              | 0            | gól          |